# ملودی کور
ملودی کور (به هندی: Andhadhun) یا نوای چشم‌بند فیلمی هندی در ژانر جنایی دلهره‌آور و کمدی سیاه محصول سال ۲۰۱۸ به‌کارگردانی سریرام راگاوان است. بازیگرانی همچون تابو، آیوشمان کورانا، رادیکا آپته، ذاکر حسین در آن بازی کرده‌اند. این فیلم داستان نوازنده‌ای نابینا پیانو را روایت می‌کند که ناخواسته درگیر قتل یک بازیگر بازنشسته می‌شود.
رائو (نویسنده مشترک) در سال ۲۰۱۳ به راگوان پیشنهاد کرد که فیلم کوتاه فرانسوی به‌نام L'Accordeur (نواگر پیانو) را، تماشا کند. این فیلم در سال ۲۰۱۰ دربارهٔ یک نوازنده پیانو نابینا، به‌نویسندگی و کارگردانی اولیویه ترینر ساخته شد و بیش از ۷۰ جایزه جهانی در بیش از ۱۰۰ جشنواره فیلم کوتاه دریافت کرد ازجمله؛ جایزه سزار ۲۰۱۲ برای فیلم کوتاه در فرانسه. راگوان از این فیلم خوشش آمد و از آن الهام گرفت. کورانا پس از ابراز علاقه، برای نقش اصلی انتخاب شد. ملودی کور در پونه فیلمبرداری شد و چون بازیگران پیوسته حضور نداشتند، در مجموع ۴۴ روز فیلمبرداری بیش از یک سال طول کشید. عکاسی اصلی در ژوئن ۲۰۱۷ آغاز شد و در ۱۷ ژوئیه ۲۰۱۸ به‌پایان رسید.
ملودی کور در ۵ اکتبر ۲۰۱۸ در هند اکران شد و منتقدان آن را ستودند. منتقدان از نگارش و اجرای کورانا و تابو استقبال کردند. این فیلم پنج جایزه فیلم‌فیر برد، از جمله بهترین فیلم و بهترین بازیگر مرد. همچنین در جشنواره جایزه ملی فیلم سه جایزه بهترین فیلم بلند، بهترین بازیگر مرد (کورانا) و بهترین فیلمنامه را برد. این فیلم جزو ۲۵۰ فیلم برتر بانک اطلاعات اینترنتی فیلم‌ها است.
این فیلم بیش از ۴۵۷ کرور روپیه (۶۴/۹ میلیون دلار آمریکا) در گیشه جهانی فروش داشته‌است از جمله ۹۵/۶۳ کرور روپیه (۱۳/۹۸ میلیون دلار آمریکا) در هند و ۳۳۵ کرور روپیه (۴۷/۵۷ میلیون دلار آمریکا) در چین. در نهایت به هجدهمین فیلم پرفروش تاریخ هند تبدیل شد. این فیلم به زبان‌های تلوگو و مالایالم بازسازی شده‌است و بازسازی تامیل آن در دست تولید است.

## داستان
وقایعی مرموز زندگی یک پیانونواز نابینا را تغییر می‌دهد. اکنون او باید جنایتی را گزارش کند اما وانمود کند چیزی از آن نمی‌داند.